# Klinikum der Stadt Ludwigshafen

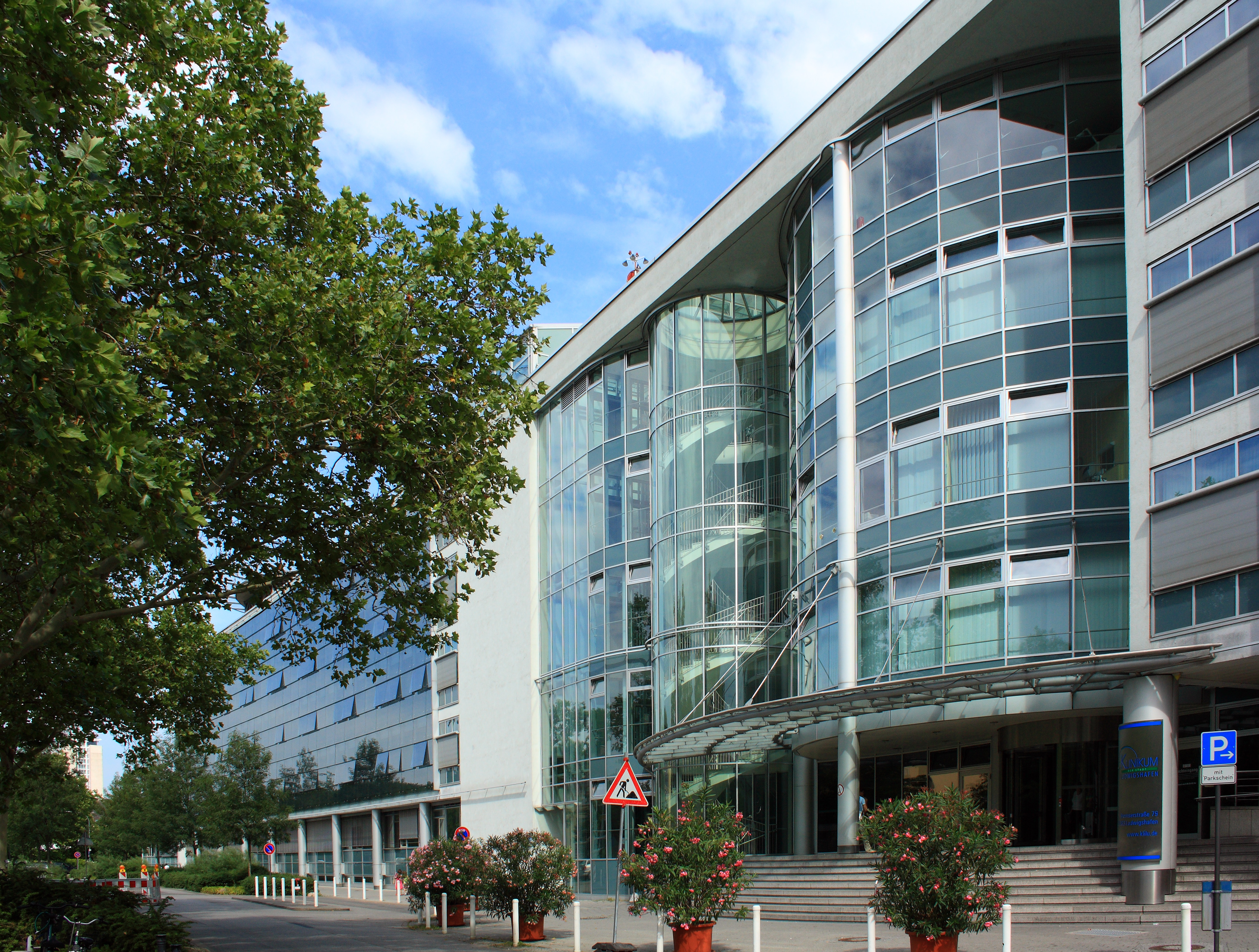
Außenansicht des Klinikums der Stadt Ludwigshafen im Stadtteil Ludwigshafen-Nord

Das Klinikum der Stadt Ludwigshafen ist ein Krankenhaus der Maximalversorgung in Ludwigshafen am Rhein. Klinikträger ist die Stadt Ludwigshafen. Die Rechtsform ist gemeinnützige GmbH. Das Klinikum ist nach der BASF und nach der Stadtverwaltung der drittgrößte Arbeitgeber in Ludwigshafen.
Es verfügt über 15 Kliniken und sechs Institute fast aller medizinischen Fachrichtungen. Die Kliniken betreiben zahlreiche Spezialambulanzen. Dazu existieren eine Reihe von Kompetenzzentren. Zwei Alten- und Pflegeheime gehören ebenfalls zum Klinikum.
Im Mai 2009 wurde das Klinikum Ludwigshafen als erstes kommunales Krankenhaus in Deutschland nach der neuesten KTQ-Version zertifiziert. Die Rezertifizierung fand in den Jahren 2012 und 2015 statt.
Das Klinikum ist Akademisches Lehrkrankenhaus der Johannes-Gutenberg-Universität Mainz sowie der Medizinischen Fakultät Mannheim der Universität Heidelberg.

## Geschichte
1851, ein Jahr bevor König Maximilian II. Ludwigshafen am Rhein Gemeinderechte verlieh, gründeten Bürger einen Krankenpflegeverein zum Betrieb eines Hospitals für „Handels- und Gewerbsgehilfen, Arbeiter und Gesinde beiderlei Geschlechts“. Nach der Erteilung der Stadtrechte im November 1859 übernahm die Stadt das Hospital als Teil ihrer Armen- und Wohlfahrtspflege in eigene Regie, 1861 wurde es offiziell städtisches Hospital. 1874 verfügte die Einrichtung, die in einem umgebauten Gasthof betrieben wurde, über 48 Betten. Als Hospitalverwalter war ein Bader tätig, der zusammen mit Frau und Kindern die Kranken versorgte. Ein hauptamtlicher Hospitalarzt war nicht vorhanden.
Seit 1892 befindet sich die Klinik am heutigen Standort an der Bremserstraße. Im Zweiten Weltkrieg wurden mehrere Gebäude stark beschädigt und nach dem Krieg wieder aufgebaut. Das Krankenhaus wurde 1964 in Städtische Krankenhausanstalten umbenannt. Seit 1984 Akademisches Lehrkrankenhaus der Universität Mainz. 1986 bekam das Krankenhaus seinen heutigen Namen. 1994 erfolgte die Umwandlung in eine gemeinnützige GmbH in Trägerschaft der Stadt Ludwigshafen am Rhein.
Im Jahr 2016 entstand für 40 Millionen Euro das neue Herzzentrum des Klinikums. Die Finanzierung des Großprojekts stemmte das Krankenhaus ganz ohne Zuschüsse. Die Bauzeit dauerte drei Jahre.
Anfang 2021 wurden unberechtigte COVID-19-Impfungen bekannt. Begünstigt wurden der Geschäftsführer Hans-Friedrich Günther sowie Personen der Kategorie 3.

## Wichtige Kenngrößen(2015)
- Patientenzahl stationär pro Jahr: ca. 40.500[1]
- Planbetten: 939

## Kliniken und Institute
Das Klinikum Ludwigshafen betreibt 16 Kliniken:
- Augenklinik
- Chirurgische Klinik A (Allgemein-, Viszeral- und Thoraxchirurgie)
- Chirurgische Klinik B (Gefäßchirurgie)
- Frauenklinik/Geburtshilfe
- Hals-Nasen-Ohren-Klinik
- Hautklinik
- Klinik für Anästhesiologie und operative Intensivmedizin
- Klinik für Mund-, Kiefer- und Plastische Gesichtschirurgie
- Klinik für Geriatrie
- Klinik für Herzchirurgie
- Klinik für Strahlentherapie und Radiologische Onkologie
- Klinik für allg. Innere Medizin, Nephrologie, Hämatologie, Rheumatologie (Medizinische Klinik A)
- Klinik für Kardiologie, Rhythmologie, Pneumologie (Medizinische Klinik B)
- Klinik für Gastroenterologie, Diabetologie, Infektionskrankheiten (Medizinische Klinik C)
- Neurologische Klinik
- Urologische Klinik

Folgende sechs Institute ergänzen das Leistungsspektrum des Klinikums. Sie arbeiten selbständig und unterstützen die Kliniken bei der Diagnostik und Leistungserbringung.
- Institut für Hämostaseologie und Transfusionsmedizin
- Institut für Labormedizin und Hygiene
- Institut für Pathologie
- Institut für Physikalische und Rehabilitative Medizin
- Zentralinstitut für Diagnostische und Interventionelle Radiologie
- Apotheke

## Kompetenzzentren
Das Klinikum der Stadt Ludwigshafen am Rhein betreibt unterschiedliche Zentren. Die intensive interdisziplinäre Zusammenarbeit sorgt für eine umfassende Patienten-Betreuung „aus einer Hand“:
- Autoimmunerkrankungen
- Brustzentrum Ludwigshafen
- Darmzentrum Rheinpfalz
- Diabeteszentrum
- Gefäßzentrum
- Hauttumorzentrum Rheinpfalz
- Kontinenz- und Beckenbodenzentrum
- Kopf-Hals-Tumor-Zentrum Ludwigshafen
- Onkologisches Zentrum Ludwigshafen (OZLU)
- Pankreaskarzinomzentrum Rheinpfalz
- Prostatakarzinomzentrum Rheinpfalz
- Zentrum für Ambulante Operationen

## Kunstwerke
Mit dem Ring des Seyns, ein Kunstwerk des in Deutschland lebenden japanischen Konzeptkünstlers Kazuo Katase verfügt das Klinikum über eins der markantesten Kunst-am-Bau-Kunstwerke in der Stadt Ludwigshafen am Rhein. Ein weiteres Kunstwerk von K. Katase im Klinikum ist die mehrteilige Rauminstallation Brunnen und Traum im Gelände des Krankenhauses. Ferner wurden das 1. OG und die beiden Treppenhäuser des Gebäudes D von Stefan Pietryga, sowie das Verkehrsgelenk des Gebäudes B von Renate Reifert, künstlerisch gestaltet.
Haus E war ein Kunstprojekt im Jahr 2002.